# Valentín Mankin
Valentín Mankin   (Bilokorovychi, 19 d'agost de 1938 - Viareggio, 1 de juny de 2014) fou un regatista ucraïnès que va competir sota bandera de la Unió Soviètica durant les dècades de 1960 i 1970. Durant la seva carrera esportiva guanyà quatre medalles olímpiques.
Va participar, als 30 anys, en els Jocs Olímpics d'Estiu del 1968 realitzats a Ciutat de Mèxic (Mèxic), on va aconseguir guanyar la medalla d'or en la classe Finn. En els Jocs Olímpics d'Estiu del 1972 realitzats a Múnic (Alemanya Occidental) va participar en la classe Tempest, juntament amb Vitali Dyrdyra, amb el qual aconseguí guanyar la medalla d'or. Tornà a participar en aquesta categoria, ja desapareguda, en els Jocs Olímpics d'Estiu del 1976 realitzats a Mont-real (Canadà), on aconseguí la medalla de plata al costat de Vladislav Akimenko. Finalment, i ja amb 41 anys, participà en els Jocs Olímpics d'Estiu del 1980 realitzats a Moscou (Unió Soviètica), on aconseguí guanyar novament una medalla d'or, en aquesta ocasió en la classe Star i al costat de Aleksandr Muzychenko. Amb aquesta victòria Mankin es convertí en el primer regatista, i fins al moment únic, en aconseguir guanyar tres títols olímpics en tres classes d'embarcació diferents.
Al llarg de la seva carrera aconseguí un títol en el Campionat del Món de vela en la classe tempest l'any 1972.
El 2005 continuava sent l'únic regatista de la història olímpica a guanyar medalles d'or en tres classes diferents, Finn, Tempest i Star.